# Lepetellicola brescianii
Lepetellicola brescianii – gatunek widłonoga z rodziny Chitonophilidae; jedyny przedstawiciel rodzaju Lepetellicola. Gatunek i rodzaj opisał w 2002 roku zespół zoologów w składzie: Rony Huys, Pablo J. López-González, Elisa Roldán i Ángel A. Luque. Miejsce typowe to Bizkaia, Zatoka Biskajska, na głębokości 116–120 m. Gatunek ten jest pasożytem ślimaka morskiego Lepetella sierrai.